# بیل ویلسون

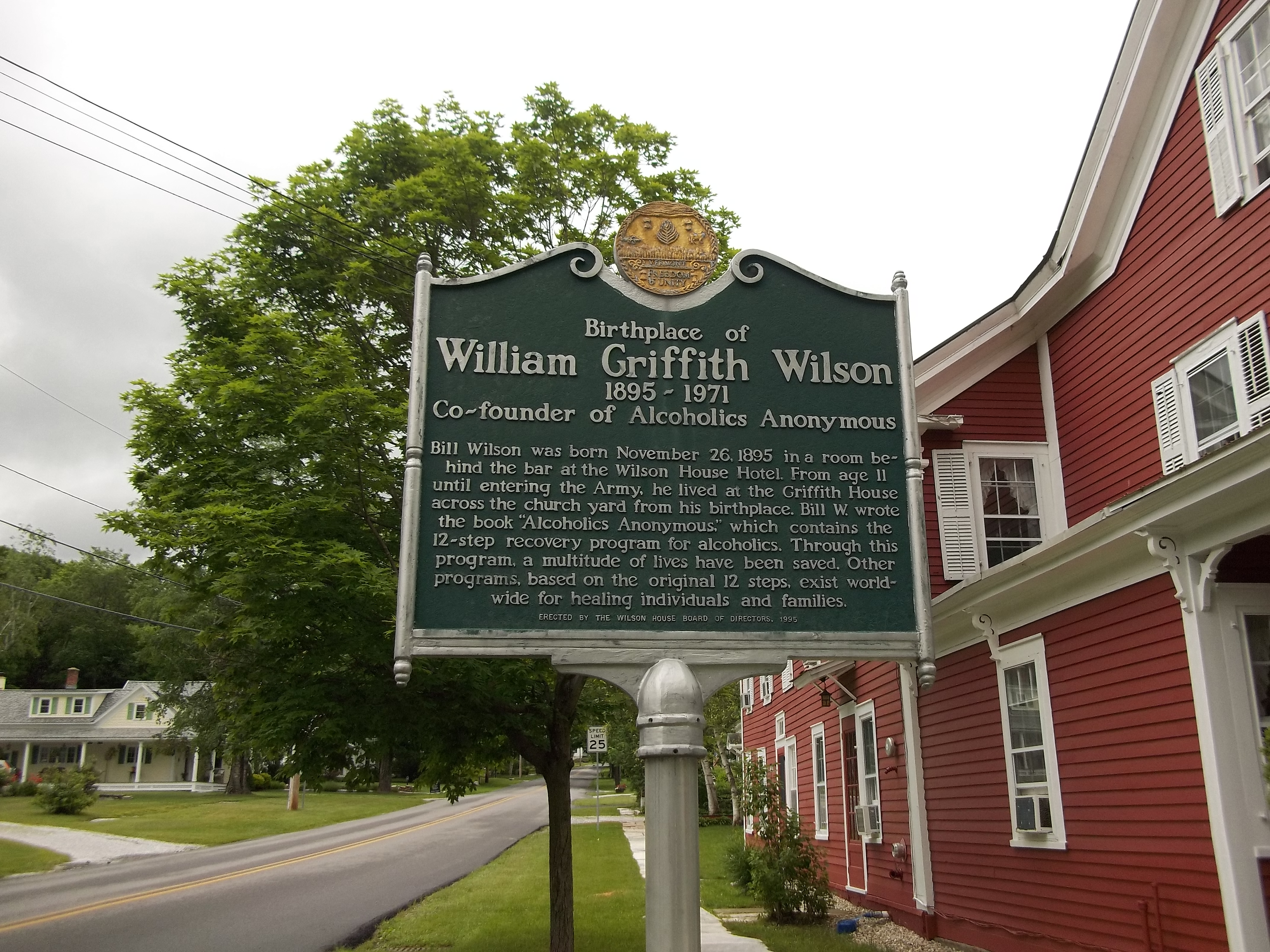
نمایی از تابلوی بیوگرافی ویلیام گریفیث ویلسون در محل زادگاهش - ۲۰۱۶

ویلیام گریفیث ویلسون (به انگلیسی: William Griffith Wilson) (زاده ۲۶ نوامبر ۱۸۹۵ در شهرک دورست، ورمانت، درگذشته ۲۴ ژانویه ۱۹۷۱ ) معروف به بیل ویلسون (به انگلیسی: Bill Wilson) که با توجه به سنت گمنامی الکلی‌های گمنام (AA) با نام بیل شناخته می‌شود پایه‌گذار اصلی انجمن الکلی‌های گمنام (Alcoholics Anonymous)و قدم‌های دوازده‌گانه است.
آلدوس هاکسلی نویسنده و شاعر انگلیسی او را «بزرگترین معمار اجتماعی سده بیستم» خوانده‌است. مجله تایم نیز در سال ۱۹۹۹ او را یکی از صد شخصیت تأثیرگذار قرن بیستم انتخاب کرد.
بیل یک بازرگان از اهالی بروکلین، نیویورک بود. او در دسامبر ۱۹۳۴ هشیار شد و پیدایش اولین گروه AA به آشنایی او در ۱۰ ژوئن ۱۹۳۵ با باب اسمیت (دکتر باب) پزشک الکلی اهل اکرون، اوهایو و تعهد آن‌ها به هشیار نگهداشتن یکدیگر باز می‌گردد.

## داستان اعتیاد بیل
در سال 1935 میلادی بیل که در منطقه وال استریت نیویورک زندگی می کرد، به علت اعتیاد به الکل زندگی و کار خود را بر باد داد. وی بارها به دلیل مصرف بیش از حد الکل در بیمارستان بستری شده بود. دکتر سیلک ورث (Dr. Silkworth) که به علت روش‌های ابتکاری خود در درمان معتادان الکلی مشهور بود در یکی از روزهای بستری شدن بیل، این نکته را به وی گوشزد کرد که اعتیاد به الکل نوعی بیماری بوده و افرادی که الکلی می‌شوند انسان‌های بی اراده یا بی اخلاقی نیستند. دکتر سیلکورث به بیل گفت که افراد الکلی به دلیل مبتلا شدن به بیماری اعتیاد، دچار وسوسه و ویار شده و پس از نوشیدن اولین لیوان مشروب دیگر قادر به کنترل مصرف خود نیستند.
پس از آن بیل با اینکه دیدگاه تازه ای نسبت به اعتیادش پیدا کرده بود، باز هم به مصرف الکل ادامه داده و مدام در بیمارستان بستری می شد. در حقیقت علم به ماهیت اعتیاد به تنهایی نمی توانست باعث ترک اعتیاد وی شود.
بیل پس از مدتی با یکی از دوستان دائم‌الخمر خود به نام ابی تاچر (Ebby Thatcher) ملاقات کرد و در کمال تعجب متوجه شد که او توانسته است مصرف الکل را متوقف کند. ابی تاچر علت موفقیت خود را پیدا کردن مذهب عنوان کرد. ابی تاچر به بیل پیشنهاد کرد که او نیز با تکیه به خدای خود، و درخواست از او می‌تواند بر مشکل اعتیادش غلبه کند. موضوعی که بعدها در قدم دوم از دوازده قدم به آن پرداخته می‌شود. پس از آن بیل باز هم تا مدتی به تلاش بی‌ثمر برای ترک اعتیاد به الکل ادامه داد تا اینکه یک روز که در بیمارستان بستری بود و به اوج درماندگی در برابر این بیماری رسیده بود، عاجزانه از خدای خود درخواست کرد تا به او برای ترک الکل کمک کند. موضوعی که خود بیل بعدها در کتابش از آن تحت عنوان بیداری روحانی نام می برد.

## ابداع الکلی های گمنام
پس از این بیداری روحانی، روزی که بیل به یک سفر کاری در اوهایو رفته بود، باز هوس کرد کرد که الکل مصرف کند. برای این که بتواند بر این وسوسه غلبه کند تصمیم گرفت تا با سایر معتادان به الکل صحبت کرده و تجربه خود را با آن‌ها درمیان بگذارد. وی در این شهر با دکتر باب اسمیت (Dr. Bob Smith) آشنا شده و تجربیات خود را با وی در میان گذاشت. پس از کشمکش و جدال فراوان میان این دو، سرانجام دکتر باب نیز توانست با استفاده از این تجربه روحانی مصرف الکل را کنار بگذارد. وی در حقیقت اولین فردی بود که توانست با استفاده از راهنمایی‌های یک الکلی دیگر اعتیاد خود را ترک نماید. این اتفاق در تاریخ 10 ژوئن 1935 رخ داد و از آن روز به عنوان روز تأسیس انجمن الکلی‌های گمنام یاد می‌شود.
پس از آن بیل به کمک دکتر باب سعی در تهیه برنامه‌های ساده ای جهت قدم به قدم کردن این تجربه روحانی کرده و با کمک گروهی در شهر آکسفورد آنان نیز برای کمک به الکلی‌ها تلاش می‌کردند توانست برنامه ای کامل مشتمل بر 12 قدم برای رهایی از بیماری اعتیاد معرفی نماید. نقطه عطف دوران هوشیاری بیل ویلسون،آشنایی او با کشیش اد داولینگ(father Ed Dowling)بود که بعدها مشاور روحانی بیل گردید.انرژی مثبت حاصل از ارتباط این دو نفر،به بهبودی بیل ویلسون کمک بسیاری کرد بطوریکه او همواره خاطرنشان میکرد که اگر میتوانست کتابی در قالب خاطراتش بنویسد،از پدر اد به عنوان یک قدیس و نجات دهنده یاد میکرد چرا که ایشان در اوج ناامیدی و تنهایی از طرف خداوند به کمک بیل آمده بود.اولین انجمنی که به تبعیت از برنامه الکلیهای گمنام صرفاً بخاطر معتادان به انواع مواد مخدر افیونی تشکیل شد،انجمن دوازده قدمی معتادان گمنام (Narcotics Anonymous یا N.A) بود که تا به امروز در ۱۷۰ کشور جهان در حدود ۱۹۶۰۰۰ جلسه برگزار می‌کند.بانی این جنبش،عضوی از اعضای الکلیهای گمنام بنام جیمی کی بود که به شدت با مواد مخدر و الکل مشکل داشت.